# José Antônio Martins Galvão
José Antônio Martins Galvão (sinh ngày 8 tháng 7 năm 1982) là một cầu thủ bóng đá người Brasil.

## Sự nghiệp câu lạc bộ
José Antônio Martins Galvão đã từng chơi cho Sanfrecce Hiroshima và Ventforet Kofu.

## Thống kê câu lạc bộ

### J.League
| Đội                 | Năm       | J.League | J.League | J.League Cup | J.League Cup | Tổng cộng | Tổng cộng |
| Đội                 | Năm       | Trận     | Bàn      | Trận         | Bàn          | Trận      | Bàn       |
| ------------------- | --------- | -------- | -------- | ------------ | ------------ | --------- | --------- |
| Sanfrecce Hiroshima | 2005      | 33       | 9        | 5            | 3            | 38        | 12        |
| Ventforet Kofu      | 2009      | 10       | 2        | -            | -            | 10        | 2         |
| Tổng cộng           | Tổng cộng | 43       | 11       | 5            | 3            | 48        | 14        |